# Setembre etern
Setembre etern (originalment Eternal September o September that never ended, en anglès) és argot de Usenet que fa referència a un període que va començar a mitjans de 1993, quan diferents proveïdors d'internet van oferir accés a Usenet a una gran quantitat d'usuaris nous. Això va crear una onada que va fer impossible transmetre la netiqueta, cultura i les normes existents dels fòrums de la xarxa als usuaris novells. AOL va continuar oferint aquest accés a Usenet el març de 1994, cosa que va obrir l'aixeta a un degoteig constant d'usuaris nous. Com a resultat, als ulls dels antics usuaris de Usenet, el flux d'usuaris nous que havia començat el setembre de 1993 no es va acabar mai.

## Història
Durant la dècada dels 80 i principis dels 90, Usenet i internet eren, com a norma general, territori de professionals de la informàtica i d'aficionats entusiastes. Els usuaris nous apareixien a poc a poc i molt dispersadament. Això els permetia aprendre la manera d'interactuar en línia sense causar problemes. L'única excepció a això passava durant el mes de setembre de cada any, quan una gran quantitat de nous estudiants universitaris obtenien accés a internet i Usenet des de les universitats. Aquests nous grups d'usuaris que encara no coneixien els estàndards de conducta de la xarxa importunaven els usuaris de més experiència fins al punt que setembre es va convertir en un mes temut a la xarxa. Un cop els proveïdors d'internet com AOL van començar a fer més fàcil l'accés a internet per al públic, es va generar una afluència d'usuaris nous que continua fins a l'actualitat. Per tant, des del punt de vista de la primera Usenet, la sensació va ser d'un setembre permanent.
Sembla que Dave Fischer va encunyar el terme en una publicació de gener de 1994 a alt.folklore.computers: «Ara és discutible. El setembre de 1993 passarà a la història com el setembre que mai no va acabar».
AOL va suspendre el seu servei Usenet el 25 de gener de 2005.